# 도시농업포럼
도시농업포럼은 도시농업에 관한 연구활동 및 보급과 도시농민간에 원활한 정보교환을 통하여 녹색성장과 친환경 도시만들기에 앞장서고 생산자 농민을 지원하여 국가사회발전에 기여 목적으로 2010년 1월 29일 설립된 대한민국 농림수산식품부 소관의 사단법인이다. 사무실은 서울특별시 은평구 통일로 684, 서울인생이모작센타 1층에 있다. 2011년 당시 회원수는 5,052명이다.

## 주요 사업
- 도시농업에 관한 정책·제도·기술의 연구 및 보급
- 도시농업에 관한 토론회·세미나·심포지엄 개최 및 정보교환
- 도시농업에 관한 출판물·학술지·홍보물 및 정기간행물의 발간
- 도시농업의 발전을 위한 외국 주요단체의 교류
- 도시농업과 관련된 교육·체험학습 프로그램의 운용
- 기타 도시농업의 발전을 위한 사업